# William Wyatt Bibb
William Wyatt Bibb, ameriški zdravnik in politik, * 2. oktober 1781, Amelia City, Virginija, † 10. julij 1820.
Bibb je bil guverner Teritorija Alabama med letoma 1817 in 1819 ter prvi guverner zvezne države Alabame (med 1819 ter do svoje smrt, 10. julija 1820).